# Événements de Gafsa (1980)
Pour les articles homonymes, voir Événements de Gafsa (2008).
Les événements de Gafsa désignent une action armée menée contre le régime tunisien et organisée par son voisin, la Libye, en 1980. Moncef El Materi soutient, au contraire, la volonté profonde et réfléchie d'un coup d'État initié par plusieurs nationalistes tunisiens, dont Ezzedine Chérif.

## Contexte
Pour les dirigeants tunisiens, les événements de Gafsa représentent le scénario catastrophe tant redouté durant les années 1970 : celui d'une connivence entre les gouvernements algérien et libyen afin de déstabiliser le pouvoir de Habib Bourguiba.
La Libye abrite des partis issus du Front national des forces progressistes fondé à Tripoli par d'anciens partisans de Salah Ben Youssef écartés du champ politique tunisien.
Un commando armé composé d'environ 300 hommes est formé grâce à plusieurs dizaines d'hommes qui auraient été enrôlés de force en Libye. Selon Nicole Grimaud, des « boumediénistes » sont aussi impliqués dans cette entreprise de déstabilisation.
Les hommes du commando empruntent deux voies : l'une par Tripoli et des hommes entraînés dans des camps palestiniens à Beyrouth par Alger.

## Déroulement

### Attaque
Le 27 janvier à 2 heures du matin, le commando attaque la caserne de l'armée, le poste de la garde nationale et le poste de police de la ville minière de Gafsa, considérée comme frondeuse vis-à-vis du gouvernement, qui se réveille sous un tir nourri d'armes automatiques. Les habitants s'enferment et restent sourds aux appels d'une radio pirate les exhortant à déclencher une insurrection populaire contre le régime du président Habib Bourguiba. Le commando s'empare finalement de la caserne de la ville. L'armée est alors chargée de mater l'insurrection.

Le commando se fait connaître par un communiqué diffusé à Paris par l'Agence France-Presse : 
« L'Armée de libération tunisienne intervient à ce second anniversaire du massacre sanglant perpétré par le régime tunisien le 26 janvier 1978. C'est le point de départ d'un mouvement qui aboutira finalement à la libération du pays de la dictature du parti PSD et de la domination néocoloniale. »

### Contre-offensive

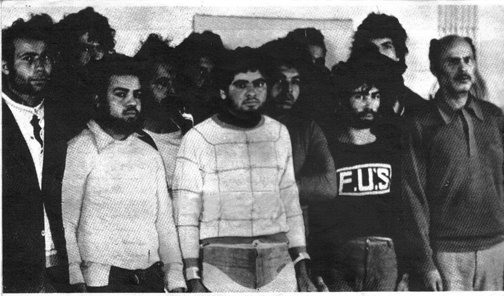
Assaillants de Gafsa capturés.

Le 28 janvier, le président Bourguiba, qui au moment de l'attaque se repose à Nefta, à près d'une centaine de kilomètres de Gafsa, ne change pas le programme de son séjour. À sa demande, la France décide d'envoyer des avions de transport, deux hélicoptères Puma et un groupe de conseillers militaires. Trois bateaux de guerre et leur escorte de cinq sous-marins doivent être dépêchés de Toulon sur les côtes tuniso-libyennes. L'aide des États-Unis, de son côté, doit se manifester par l'envoi de navires de guerre non loin du littoral tunisien et par la livraison rapide d'hélicoptères et d'engins de transport pour « renforcer la capacité défensive du pays ». Le Maroc déclare envoyer deux avions de transport et des hélicoptères[réf. nécessaire]. Toutefois, ces aides arriveront après la fin de l'attaque : Gafsa est reprise en main par l'armée le 3 février au prix de 48 morts, dont 24 militaires, 21 civils et trois assaillants.

### Réactions
Le 30 janvier, Bourguiba rompt les relations diplomatiques avec la Libye et rappelle les 400 coopérants tunisiens stationnés sur place. Le 4 février, des manifestants libyens incendient l'ambassade de France à Tripoli et le centre culturel français de Benghazi est également attaqué. En réaction, la France rappelle le 5 février son ambassadeur.
Le 7 février, la Libye accuse la Tunisie de « constituer un nouveau pont impérialiste en Afrique ». Une grave crise entre Paris et Tripoli s'ouvre lorsque le colonel Kadhafi accuse la France « d'intervention armée en Tunisie ».
Alger ne bronche pas, le président algérien Chadli Bendjedid pour sa part appelle Bourguiba pour l'assurer de son « soutien » et déclare que « le gouvernement algérien suit avec préoccupation toute présence de forces étrangères à ses frontières ». Les rapports algéro-tunisiens ne vont pas trop souffrir. Tunis accepte la version d'une « faute » de la Sécurité militaire, dont les agents n'auraient pas repéré le commando en provenance de Beyrouth. Quant à Hassan II, il dénonce l'opération comme un « acte criminel ».
Bourguiba, refusant de rentrer à Tunis, charge son épouse Wassila Bourguiba de se rendre à Gafsa où elle tient un meeting populaire devant le siège du gouvernorat situé au centre de la ville. Le 6 février, l'agence de presse Tunis Afrique Presse rapporte que deux membres du commando arrêtés — Larbi Akremi et Ezzedine Chérif — ont convoyé les armes à partir de la Libye ; l'un et l'autre avaient déjà été condamnés lors d'un complot découvert en 1962.

## Conséquences

### Procès
L'enquête révèle que trente des attaquants, venant de Tripoli, sont arrivés à Alger via Beyrouth et Rome pour franchir ensuite la frontière tuniso-algérienne aux abords de Tébessa. D'autres sont arrivés à Tunis via Marseille et Rome. Tous ont séjourné clandestinement à Gafsa pendant plusieurs jours. L'un d'eux avait déjà été condamné en 1972, à Tunis ; il est gracié en 1976. Le commando devait se proclamer « gouvernement révolutionnaire » et attendre, le cas échéant, des « secours extérieurs » et le « ralliement du peuple ».
En avril, la Cour de sûreté de l'État condamne une quarantaine de prévenus : quinze sont exécutés et vingt-cinq récoltent des peines de travaux forcés à perpétuité. Dix d'entre eux doivent être graciés mais Yasser Arafat, leader de l'OLP, intercède en leur faveur, ce qui provoque la colère de Bourguiba qui refuse finalement toute grâce.
Le procès suscite les critiques d'opposants à l'étranger et plus particulièrement du Mouvement d'unité nationale d'Ahmed Ben Salah.

### Faiblesse ou avantage
Reste que le régime tunisien est encore une fois mis à l'épreuve : le pays, qui reste fragile à l'intérieur, se révèle vulnérable face aux menaces extérieures. Les événements de Ksar Hellal en octobre 1977, la répression de la grève générale du 26 janvier 1978, le congrès du PSD en septembre 1979, qui est favorable à Hédi Nouira, et l'attaque sur Gafsa ne manquent pas d'ébranler Bourguiba et de le convaincre de prendre seul et vite les décisions qu'il pense s'imposer. Cet événement finit par convaincre les États-Unis d'accroître leur aide militaire à la Tunisie ; celle-ci est multipliée par quatre entre 1981 et 1986.
Du côté libyen, cette affaire permet au colonel Kadhafi de « tester la détermination française » et d'« affirmer ses prétentions hégémoniques dans l'espace saharien en s'y posant en adversaire principal de la France ». Sur le plan intérieur, il renforce également son pouvoir en mobilisant la population autour de l'idée du « complot extérieur ».